# Yahksis
Yahksis, glavno selo Kelsemaht Indijanaca (pleme iz skupine aht), koje se nalazi na otoku Flores u Clayoquot Soundu pred zapadnom obalom Vancouvera, u kanadskoj provinciji Britanska Kolumbija.
Selo je 1909 imlo 76 stanovnika.  U ovom selu po imenu su bili poznati poglavice Tsátsotatlmé i Tséihsot. Pleme Kelsemaht se 1951. godine pomiješalo s plemenom Ahousaht.